# Colline Novaresi (vino)
Colline Novaresi è una DOC riservata ad alcuni vini la cui produzione è consentita nella provincia di Novara.

## Zona di produzione
La zona di produzione comprende l'intero territorio dei seguenti comuni: Barengo, Boca, Bogogno, Borgomanero, Briona, Cavaglietto, Cavaglio d'Agogna, Cavallirio. Cressa, Cureggio, Fara Novarese, Fontaneto d'Agogna, Gattico, Ghemme, Grignasco, Maggiora, Marano Ticino, Mezzomerico, Oleggio, Prato Sesia, Romagnano Sesia, Sizzano, Suno, Vaprio d'Agogna , Veruno e Agrate Conturbia.

## Tecniche di produzione
Per alcune tipologie è consentita la dizione "vigna", purché presenti maggiore gradazione alcolica.
Per le tipologie che dichiarano il vitigno preminente è obbligatoria l’indicazione dell’annata di produzione delle uve.

## Disciplinare
La DOC Colline Novaresi è stata istituita con DM 05.11.1994 pubblicato sulla Gazzetta Ufficiale n. 280 del 30.11.1994
 Successivamente è stato modificato con 
- DM 04.10.2011, G.U. 245 del 20.10.2011
- DM 30.11.2011, G.U. 295 del 20.12.2011
- La versione in vigore è stata approvata con DM 07.03.2014 pubblicato sul sito ufficiale del Mipaaf[1]

## Tipologie

### Bianco
| uvaggio                        | Erbaluce 100% |
| titolo alcolometrico minimo    | 11,00% vol.   |
| acidità totale minima          | 4,5 g/l.      |
| estratto secco minimo          | 16,00 g/l     |
| resa massima di uva per ettaro | 95 q.         |
| resa massima di uva in vino    | 70%           |

### Rosso
| uvaggio                        | Nebbiolo (Spanna) minimo 50% |
| titolo alcolometrico minimo    | 11,00 % vol.                 |
| acidità totale minima          | 4,5 g/l.                     |
| estratto secco minimo          | 19 g/l                       |
| resa massima di uva per ettaro | 100 q.                       |
| resa massima di uva in vino    | 70%                          |

### Rosato
| uvaggio                        | Nebbiolo (Spanna) minimo 50% |
| titolo alcolometrico minimo    | 11,00 % vol.                 |
| acidità totale minima          | 4,5 g/l.                     |
| estratto secco minimo          | 18,00 g/l                    |
| resa massima di uva per ettaro | 100 q.                       |
| resa massima di uva in vino    | %                            |

### Novello
| uvaggio                        | Nebbiolo (Spanna) minimo 50% |
| titolo alcolometrico minimo    | 11,00 % vol.                 |
| acidità totale minima          | 4,5 g/l.                     |
| estratto secco minimo          | 18,00 g/l                    |
| resa massima di uva per ettaro | 100 q.                       |
| resa massima di uva in vino    | %                            |

### Barbera
È prevista la menzione vigna.
|                                | Barbera            | Vigna     |
| uvaggio                        | Barbera minimo 85% |           |
| titolo alcolometrico minimo    | 11,00% vol.        | 11,50%vol |
| acidità totale minima          | 4,5 g/l.           |           |
| estratto secco minimo          | 19,00 g/l          |           |
| resa massima di uva per ettaro | 100 q.             | 90 q.     |
| resa massima di uva in vino    | 70%                | %         |

### Croatina
È prevista la menzione vigna.
|                                | Croatina            | Vigna       |
| uvaggio                        | Croatina minimo 85% |             |
| titolo alcolometrico minimo    | 11,00% vol.         | 11,50% vol. |
| acidità totale minima          | 4,5 g/l.            |             |
| estratto secco minimo          | 19,00 g/l           |             |
| resa massima di uva per ettaro | 100 q.              | 90 q.       |
| resa massima di uva in vino    | 70%                 |             |

### Nebbiolo (Spanna)
È prevista la menzione vigna.
|                                | Nebbiolo            | Vigna       |
| uvaggio                        | Nebbiolo minimo 85% |             |
| titolo alcolometrico minimo    | 11,00% vol.         | 11,50% vol. |
| acidità totale minima          | 4,5 g/l.            |             |
| estratto secco minimo          | 20,00 g/l           |             |
| resa massima di uva per ettaro | 95 q.               | 85 q.       |
| resa massima di uva in vino    | 70%                 |             |

### Uva rara (Bonarda Novarese)
Il nome deriva dalla disposizione "spargola" (rada) degli acini sul grappolo.

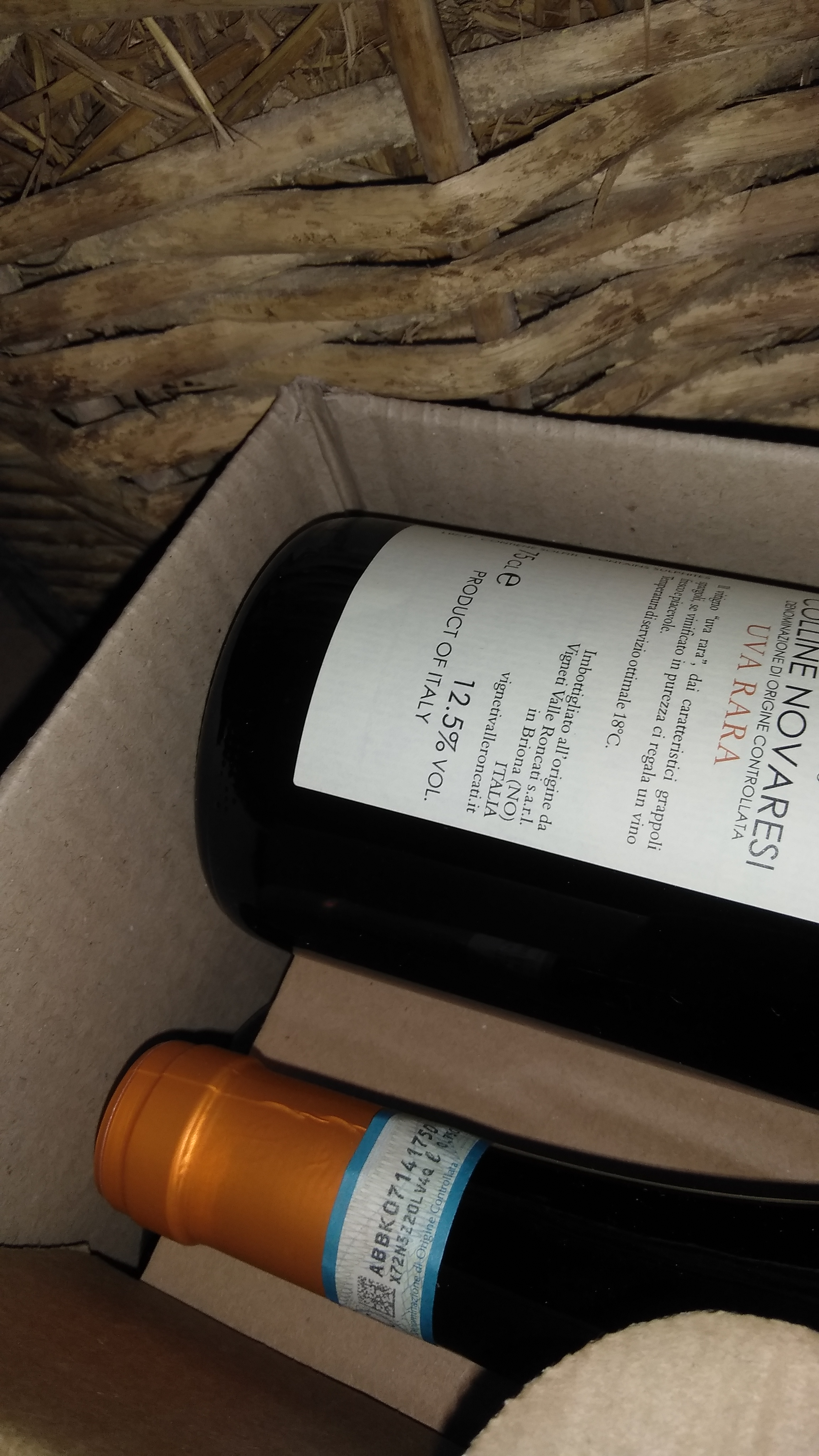
Colline Novaresi Uva Rara D.O.C. annata 2016

È prevista la menzione vigna.
|                                | Uva rara            | Vigna       |
| uvaggio                        | Uva rara minimo 85% |             |
| titolo alcolometrico minimo    | 11,00% vol.         | 11,50% vol. |
| acidità totale minima          | 4,5 g/l.            |             |
| estratto secco minimo          | 19,00 g/l           |             |
| resa massima di uva per ettaro | 95 q.               | 85 q.       |
| resa massima di uva in vino    | 70%                 |             |

### Vespolina
È prevista la menzione vigna.
|                                | Vespolina            | Vigna |
| uvaggio                        | Vespolina minimo 85% |       |
| titolo alcolometrico minimo    | 11,00% vol.          | 11,50 |
| acidità totale minima          | 4,5 g/l.             |       |
| estratto secco minimo          | 20,00 g/l            |       |
| resa massima di uva per ettaro | 95 q.                | 85 q. |
| resa massima di uva in vino    | 70%                  |       |